# Els Casalons
Els Casalons és un paratge del terme municipal de Monistrol de Calders, a la comarca del Moianès.
Està situat al sud-oest del poble de Monistrol de Calders, a l'esquerra del torrent de l'Om, a ponent -a ran i damunt seu- de la carretera B-124 i al nord del camí que des de la carretera puja cap a les masies del Bosc i de Mussarra. Queda inclòs entre els torrents de la Baga de l'Abellar i del Coll de Portella.